# Johann Georg Schlosser

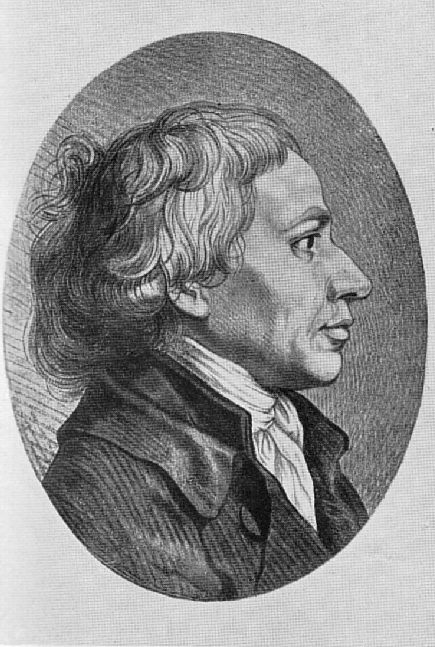
Johann Georg Schlosser
- 1739; † 1799
Kupferstich von Prestel nach
Ph. J. Becker

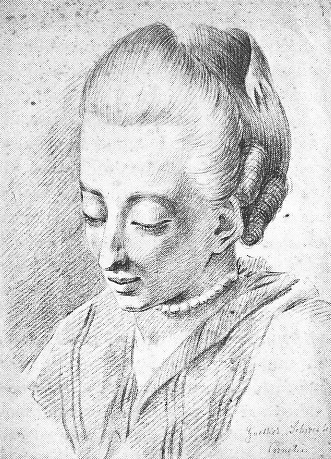
Cornelia Goethe um 1770. Zeichnung von J. L. E. Morgenstern

Johann Georg Schlosser (* 7. Dezember 1739 in Frankfurt am Main; † 17. Oktober 1799 ebenda) war ein deutscher Jurist, Historiker, Übersetzer, Staatsmann, politischer und philosophischer Schriftsteller der Aufklärung; Schwager Johann Wolfgang von Goethes, setzte sich kritisch mit Immanuel Kant auseinander und war Mitglied der Wiener Freimaurerloge Zur wahren Eintracht.

## Leben
Johann Georg Schlosser stammte aus einer bürgerlichen Frankfurter Familie. Sein Vater Carl Erasmus Schlosser (1696–1773) saß im Frankfurter Rat, die Mutter Susanna Maria Orth (1703–1789) war Tochter einer angesehenen Kaufmannsfamilie. Sein Bruder Hieronymus Peter Schlosser (1735–1797) wurde Stadtpolitiker in Frankfurt.
Schlosser besuchte das Städtische Gymnasium in Frankfurt. Als Schüler galt sein besonderes Interesse den klassischen Sprachen. Außerdem interessierte er sich für die zeitgenössische deutsche Literatur. Er studierte Jura in Jena (ab 1758) und Altdorf (ab 1760). Mit einer Dissertation über das Vormundschaftsrecht von Frankfurt am Main schloss er 1762 ab und wurde Doktor der Rechte. Anschließend praktizierte er als Rechtsanwalt in Frankfurt.
Ab 1766 war er Geheimsekretär des späteren Herzogs Friedrich Eugen von Württemberg in Treptow an der Rega, wo dieser Befehlshaber eines preußischen Regiments war.
1769 wurde Schlosser wieder Advokat in Frankfurt. Dort schrieb er 1771 seinen Katechismus der Sittenlehre für das Landvolk. Dieser stand im Gegensatz zu dem von Staat und Kirche vertretenen Erziehungswesen, machte ihn deshalb unter den aufgeklärten Intellektuellen des Landes bekannt und wurde unter anderem von Christoph Martin Wieland hoch gelobt.
Er wurde 1773 Jurist und Schriftsteller in Emmendingen und markgräflich-badischer Hof- und Regierungsrat in Karlsruhe. Am 1. November 1773 heiratete er Goethes Schwester Cornelia. Ab 1774 war er Oberamtsverweser und Oberamtmann in der badischen Markgrafschaft Hochberg mit Residenz in Emmendingen. In den Emmendinger Jahren setzte er sich vor allem für Reformen in der Landwirtschaft sowie im sozialen Bereich ein. Zudem wirkte er als Förderer des Bergbaus und unterstützte den Bau von Fabriken. Bei seinen Reformbemühungen stand er nicht selten im Gegensatz zu seinem Landesherren, dem Markgrafen Karl Friedrich von Baden und dessen Regierung in Karlsruhe.
Nachdem Cornelia Schlosser bereits 1777 gestorben war, vermählte er sich im September 1778 mit der Frankfurterin Johanna Fahlmer (1744–1821), Tochter des Kaufmanns und Kommerzienrats Georg Christoph Fahlmer (1687–1759) aus zweiter Ehe, der Vertrauten Goethes in dessen Erlebnissen und inneren Kämpfen während seiner Sturm-und-Drang-Periode.

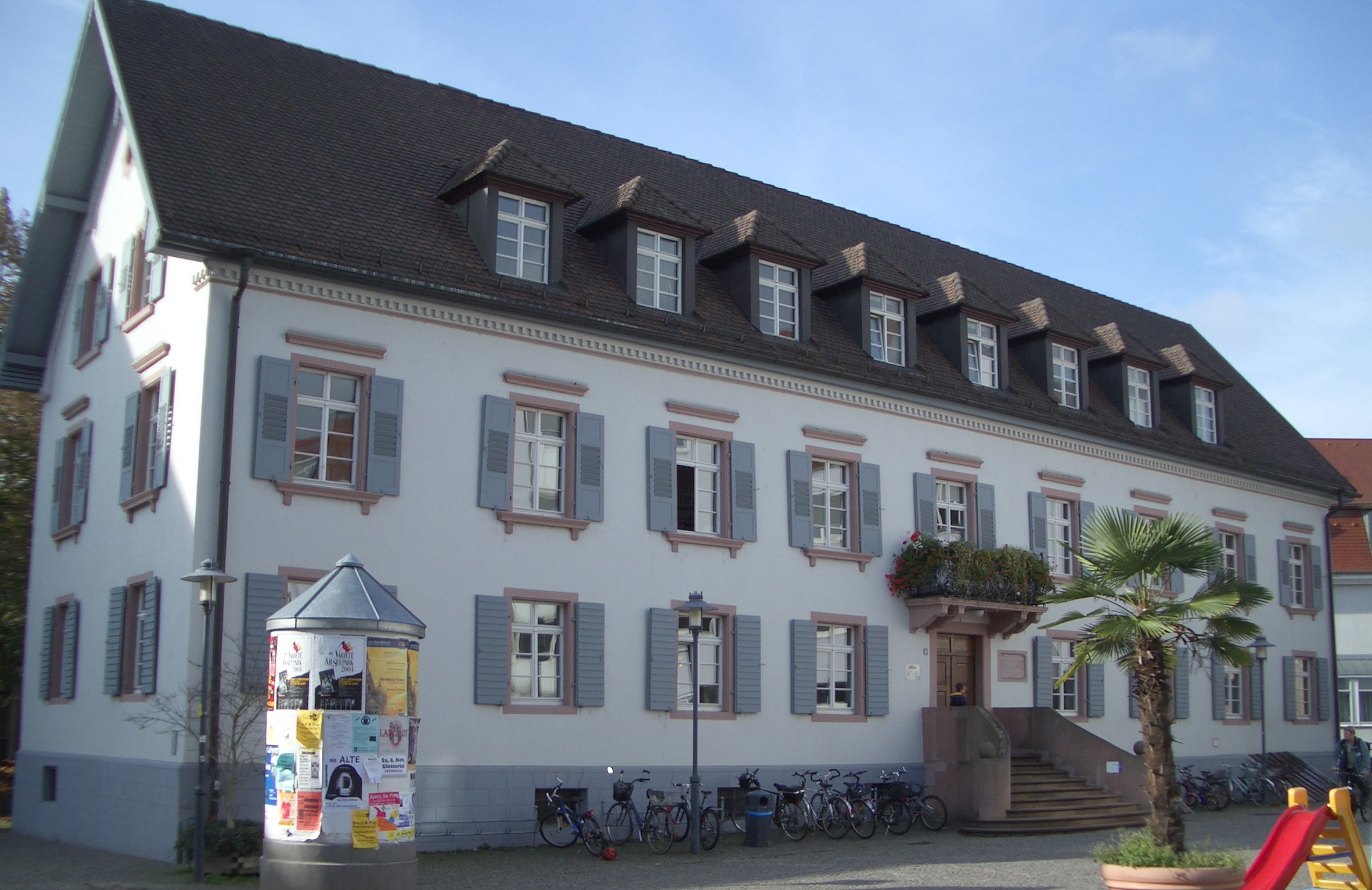
Schlossers Wohnsitz 1774–1787 in Emmendingen (heute Stadtbibliothek)

Schlosser unterhielt Kontakte zu Wissenschaftlern und Denkern nicht nur im südwestdeutschen Raum des damaligen Reiches, sondern auch zu solchen in der Schweiz und im Elsass wie Johann Caspar Lavater, Isaak Iselin (Illuminat) oder Gottlieb Konrad Pfeffel. Auch der Dichter Jakob Michael Reinhold Lenz war einige Zeit Schlossers Gast in Emmendingen; oder besser: Der zeitweise geistig verwirrte und schwierige frühere Weggenosse Goethes in gemeinsamen Sturm-und-Drang-Zeiten wanderte nach seinem von Goethe veranlassten Verweis aus Weimar nach Emmendingen und suchte Zuflucht bei Schlosser.
Goethe selbst besuchte Schlosser in Emmendingen in den Jahren 1775 und 1778. Ein letztes Mal trafen sich die beiden 1793 in Heidelberg. In Dichtung und Wahrheit schildert Goethe kurz sein Verhältnis zu Schlosser.
Im Katechismus der christlichen Religion für das Landvolk griff der Aufklärer 1776 wieder die protestantische Geistlichkeit an, weshalb diese Schrift in Frankfurt auf den Index gesetzt und verbrannt wurde. In Xenocrates, oder über die Abgaben aus dem Jahre 1784 setzt er sich kritisch mit den Lehren der Physiokraten auseinander, die unter anderem in Schlossers Landesherrn, dem Markgrafen Karl-Friedrich von Baden, einen gewichtigen Anhänger hatten.
1782/83 wurde er in den Illuminatenorden mit dem Namen ‚Dion/Mahomed‘ aufgenommen und hier sogenannter ‚Provinzial‘ von Schwaben, einer Region, die im Orden ‚Pannonien‘ genannt wurde. 1787 wurde er Provinzial von Freiburg/Breisgau unter dem Ordensnamen ‚Euclides‘. Schlosser reiste mehrfach in die Schweiz und verbrachte 1783 auch längere Zeit in Wien. Er war Mitglied der Wiener Freimaurerloge Zur wahren Eintracht. 1785 wurde er von der Freimaurerloge Zur edlen Aussicht in Freiburg im Breisgau zum ersten Meister vom Stuhl berufen und 1786 Mitglied der Wiener Loge ‚Zur Wahrheit‘ sowie anschließend bis 1794 Meister vom Stuhl der Loge ‚Karl zur Einigkeit‘ in Karlsruhe.
Im Jahre 1787 wurde er als Geheimer Archivar und geheimer Hofrat in Rastatt und später nach Karlsruhe in die Landesregierung versetzt. 1790 wurde er dort zum Direktor des Hofgerichtes und Wirklichen Geheimen Rat ernannt. Wegen andauernder Differenzen mit der Karlsruher Regierung schied er 1794 aus dem badischen Dienst aus. Anlass zu seiner Demission war die direkte Intervention des Markgrafen Karl-Friedrich in ein laufendes Gerichtsverfahren.
Nach einer Zwischenstation in Ansbach lebte Schlosser ab 1796 als Privatgelehrter in Eutin, wo er unter anderem Kontakte mit Johann Heinrich Voß und Friedrich Leopold zu Stolberg pflegte. Seine Tochter Luise heiratete hier 1796 Georg Heinrich Ludwig Nicolovius.
Bereits in seinen letzten Karlsruher Jahren, aber auch von Ansbach und Eutin aus, setzte sich Schlosser kritisch mit Immanuel Kant auseinander. Er lehnte dessen Philosophie als lebensfremd, vernunftlastig und ethisch bedenklich ab. Seine Angriffe auf Kant beantwortete dieser unter anderem mit den Schriften Von einem neuerdings erhobenen vornehmen Ton in der Philosophie (1796) und Verkündigung des nahen Abschlusses eines Traktats zum ewigen Frieden in der Philosophie (1796). Schlossers polemische Repliken auf diese Arbeiten führten dazu, dass diese von Kants Anhängern, unter anderem auch von Friedrich Schlegel, heftig angegriffen wurden. 1797 wurde er Syndikus in Frankfurt am Main.
In seiner Zeit war Schlosser auch ein bedeutender Übersetzer, vor allem aus dem Griechischen. So übersetzte er unter anderem Platon, Aristoteles, Xenophon, Thukydides, Aischylos, Euripides, Aristophanes, Homer und Kallimachos. Herausragend war seine Übertragung von Aristoteles’ Politik (1798).
1798 kehrte Schlosser nach Frankfurt zurück und wurde vom Rat der Stadt zum Syndikus gewählt. Sein Arbeitsbereich war vor allem die Frankfurter Außenpolitik.

## Werke
- Religionsbüchlein für die Kinder des Landvolks. Altona und Hamburg, 1776 (Digitalisat)
- Vorschlag und Versuch einer Verbesserung des deutschen bürgerlichen Rechts ohne Abschaffung des römischen Gesezbuchs. Leipzig 1777.
- Ueber Pedanterie und Pedanten, als eine Warnung für die Gelehrten des XVIII. Jahrhunderts. Basel 1787. Mit e. Nachbemerkung hrsg. v. Alexander Košenina. Revonnah Verlag Hannover. ISBN 3-927715-74-3.
- Briefe über die Gesezgebung überhaupt, und den Entwurf des preusischen Gesezbuchs insbesondere. Johann Georg Fleischer, Frankfurt 1789. MDZ Reader

## Trivia
Seit 2010 sind die Stadtbusse in Emmendingen nach bekannten Persönlichkeiten benannt, die in der Stadt geboren wurden bzw. dort vorübergehend lebten und wirkten, unter anderem Cornelia Goethe, Jakob Michael Reinhold Lenz und Johann Georg Schlosser. Der Name Schlosser ist seitlich am Bus angebracht; ergänzt um eine biographische Kurzinformation.